# Meinertellidae
Meinertellidae – rodzina owadów z rzędu przerzutek z nadrodziny Machiloidea.
Wszystkie człony czułków pozbawione łusek. Segmenty odwłokowe od drugiego do siódmego o bardzo krótkich sternitach, które nie wchodzą między części biodrowe lub wchodzą między nie tylko nieznacznie. Środkowe skleryty urosternitów o zredukowanym rozmiarze, a każdy urosternit z parą wywróconych pęcherzyków.
Należą tu m.in. następujące rodzaje:
- Allomachilis Silvestri, 1905
- Allomeinertellus Sturm, 1974
- Hypermeinertellus Paclt, 1969
- Hypomachiloides Silvestri, 1911
- Kuschelochilis Wygodzinsky, 1951
- Machilelloides H. Sturm et G. B. Smith, 1993
- Machilellus Silvestri, 1910
- Machilinus Silvestri, 1905
- Machiloides Silvestri, 1904
- Machilontus Silvestri, 1912
- Macropsontus Silvestri, 1911
- Madagaschiloides Mendes, 1998
- Meinertelloides Wormesley, 1930
- Meinertellus Silvestri, 1911
- Neomachilellus Wygodzinsky, 1953
- Nesomachilis Tillyard, 1924
- Patagoniochiloides Mendes, 1998
- Praemachilellus Sturm et Bach, 1992
- Pseudomeinertellus Wygodzinsky, 1954